# VfL Osnabrück
Verein für Leibesübungen von 1899 e.V. Osnabrück (normalt bare kendt som Vfl Osnabrück) er en tysk fodboldklub fra byen Osnabrück i Niedersachsen. Klubben spiller i den næstbedste tyske liga, 2. Bundesliga, og har hjemmebane på Osnatel-Arena. Klubben blev grundlagt i 1899.